# 앙 사 이요 아이 아킨
《앙 사 이요 아이 아킨》(타갈로그어: Ang sa Iyo ay Akin)는 2020년 방영된 필리핀의 드라마이다.

## 같이 보기
- ABS-CBN의 텔레비전 드라마 목록